# 무토 토무
무토 토무(일본어: 武藤 十夢, 1994년 11월 25일 ~ )는 일본의 아이돌이며, 여성 아이돌 그룹 전 AKB48 팀K의 멤버이다.
도쿄도 출신. 이쿠시마 기획실 소속. 동생 무토 오린 (AKB48 16기 연구생)

## 내력
2011년
- 2월 20일, 《AKB48 제9회 연구생 (12기생) 오디션》에 합격.
- 4월 3일, 《AKS 연구생 셀렉션 심사》에 합격.
- 5월 5일, 《팀A 6th Stage 〈목격자〉 공연》의 전좌 걸로 AKB48 극장에서의 공연 데뷔.
- 5월 22일, 《12기 연구생 피로연 공연》에 출연.

2012년
- 5월부터 6월에 걸쳐 실시된 《AKB48 27th 싱글 선발 총선거》에서는 속보 30위[1], 최종 결과 49위로, 퓨처 걸즈의 센터의 지위를 획득했다[2][3].
- 8월 24일에 개최된 《AKB48 in TOKYO DOME ~1830m의 꿈~》 첫날 공연에서, 팀K로 승격하는 것이 발표되었다[4][5].
- 11월 1일, 팀K로 이동. 팀K 웨이팅 공연의 스타팅 멤버로서 신 팀에서의 활동을 개시한다[6].

2013년
- 5월부터 6월에 걸쳐 실시된 《AKB48 32nd 싱글 선발 총선거》에서는 45위로, 넥스트 걸즈에 선출되었다[7].
- 7월 13일, AKB 그룹 종합 프로듀서 아키모토 야스시의 지령에 의해 AKB 카레 부장에 취임[8].

2014년
- 2월 24일, Zepp DiverCity에서 개최된 《AKB48 그룹 대조각 축제》에서, 팀A로 이동하는 것이 발표되었다[9].
- 4월 24일, 팀A로 이동.
- 5월부터 6월에 걸쳐 실시된 《AKB48 37th 싱글 선발 총선거》에서는 24위로, 언더 걸즈에 선출되었다[10].

2015년
- 3월 26일, 사이타마 슈퍼 아레나에서 개최된 《AKB48 봄의 단독 콘서트 ~차기 총감독 아직 수행중~》에서, 팀K로 이동하는 것이 발표되었다.
- 5월부터 6월에 걸쳐 실시된 《AKB48 41st 싱글 선발 총선거》에서는 16위로, 선발 멤버에 선출되었다[11].

2016년
- 5월부터 6월에 걸쳐 실시된 《AKB48 45th 싱글 선발 총선거》에서는 10위로, 선발 멤버에 선출되었다[12].

2021년
- 8월 16일, 8월 1일자로 이쿠시마 기획실에 소속한 것을 발표했다.

2023년
- 3월 8일, AKB48를 졸업.

## 인물
- 이름이 회문이다. 이름을 결정하기 전에 어머니가 〈토무(とむ)〉로 하면 위에서부터 읽어도 아래에서부터 읽어도 〈무토 토무(むとうとむ)〉가 된다고 농담으로 발언했는데, 후일 무토가 태어났을 때에 아버지가 누구와도 의논하지 않고 〈토무(十夢)〉라고 모자 건강 수첩을 의사에게 제출. 따로 생각해둔 이름도 있었는데, 이름이 〈토무(十夢)〉로 된 것에 친척 일동이 대 반대. 법원에서 개명한다는 말까지 나왔지만, 어머니가 도중에 귀찮아져 최종적으로 〈토무(十夢)〉라는 이름으로 자리잡았다고 한다[13]. 기억하기 쉽기 때문에 본인은 이름을 마음에 들어하고 있다[14].
- 아버지는 전 배우로[15], 현재는 보육사[16]. 4대째 타이거마스크와는 학생 시절부터 친구[17]. 가족 모두 사이가 좋고, 프로레슬링 관전을 가는 일도 있다[18]. 2013년 9월 18일 개최된 《AKB48 34th 싱글 선발 가위바위보 대회》에서는, 진짜 타이거마스크의 마스크를 쓰고 대회에 출장했다[19].
- 피아노를 3살 때부터 고교 2학년 때까지 배웠다[20].
- 디즈니를 좋아해, 도쿄 디즈니 리조트의 연간 패스포트를 소지하고 있다[21]. 유치원에 들어가기 전에는, 아버지의 권유로 주3회 도쿄 디즈니랜드에 갔었다. 워크맨에는 AKB48와 디즈니의 음악만 들어있다[22].

### AKB48 관련
- 캐치프레이즈는, 〈거꾸로 읽어도 무토 토무〉[15].
- AKB 카레 부장[23][24].
- 타노 유카와 사이가 좋다.
- AKB48을 좋아하게 된 계기의 곡은, 〈10년 벚꽃〉.

## AKB48에서의 참가곡

### 싱글 CD 선발곡
- 〈風は吹いている 바람은 불고 있어〉에 수록
  - 蕾たち / 꽃봉오리들 - 팀4+연구생 명의
- 〈GIVE ME FIVE!〉에 수록
  - ユングやフロイトの場合 / 융이나 프로이트의 경우 - 스페셜 걸즈 C 명의
- 〈ギンガムチェック 깅엄 체크〉에 수록
  - Show fight! - 퓨처 걸즈 명의 ※센터
- 〈UZA〉에 수록
  - 次のSeason / 다음 Season - 언더 걸즈 명의
  - スクラップ&ビルド / 스크랩&빌드 - 팀K 명의
- 〈永遠プレッシャー 영원 프레셔〉에 수록
  - 私たちのReason / 우리의 Reason
- 〈So long !〉에 수록
  - 夕陽マリー / 석양 매리 - 오오시마 팀K 명의
- 〈さよならクロール 안녕 크롤〉에 수록
  - バラの果実 / 장미의 과실 - 언더 걸즈 명의
  - How come ? - 팀K 명의
- 〈恋するフォーチュンクッキー 사랑하는 포춘 쿠키〉에 수록
  - 今度こそエクスタシー / 이번에야 말로 엑스터시 - 넥스트 걸즈 명의
- 〈ハート・エレキ 하트 일렉트릭 기타〉에 수록
  - 快速と動体視力 / 쾌속과 동체 시력 - 언더 걸즈 명의
  - 細雪リグレット / 가루눈 리그렛 - 팀K 명의
- 〈鈴懸の木の道で「君の微笑みを夢に見る」と言ってしまったら僕たちの関係はどう変わってしまうのか、僕なりに何日か考えた上でのやや気恥ずかしい結論のようなもの 플라타너스 나무가 서 있는 길에서 「네 미소가 꿈에 나왔어」라고 말해버린다면 우리들의 관계는 어떻게 변하는 걸까, 나 나름대로 며칠이고 생각해본 후의 조금 부끄러운 결론처럼〉에 수록
  - Mosh & Dive
- 〈前しか向かねえ 앞 밖에 보지 않아〉에 수록
  - 君の嘘を知っていた / 네 거짓말을 알고 있었어 - Beauty Giraffes 명의
- 〈ラブラドール･レトリバー 래브라도 리트리버〉에 수록
  - 君は気まぐれ / 넌 변덕쟁이 - 팀A 명의
- 〈心のプラカード 마음의 플래카드〉에 수록
  - 誰かが投げたボール / 누군가가 던진 볼 - 언더 걸즈 명의
- 望的リフレイン / 희망적 리프레인
  - 従順なSlave / 고분고분한 Slave - 팀A 명의
- 僕たちは戦わない / 우리는 싸우지 않아
  - Summer side - 셀렉션 16 명의
- ハロウィン・ナイト / 할로윈 나이트
- 〈唇にBe My Baby 입술에 Be My Baby〉에 수록
  - 君を君を君を… / 너를 너를 너를… - 차세대 선발 명의
  - お姉さんの独り言 / 언니의 혼잣말 - 팀K 명의
- 〈君はメロディー 너는 멜로디〉에 수록
  - LALALAメッセージ / LALALA 메시지 - AKB48 차세대 선발 명의
- 翼はいらない / 날개는 필요 없어
  - 哀愁のトランペッター / 애수의 트럼펫터 - 팀K 명의
- LOVE TRIP/しあわせを分けなさい / LOVE TRIP/행복을 나눠라

### 앨범 CD 선발곡
- 《1830m》에 수록
  - 檸檬の年頃 / 레몬 시절
  - さくらんぼと孤独 / 체리와 고독 - 연구생 명의
- 《次の足跡 다음 발자국》에 수록
  - 共犯者 / 공범자 - 팀K 명의
- 《ここがロドスだ、ここで跳べ! 여기가 로도스다, 여기서 뛰어라!》에 수록
  - Oh! Baby! - 팀A 명의
  - ダウンタウンホテル100号室 / 다운타운 호텔 100호실
- 《0と1の間 0과 1 사이》에 수록
  - 愛の使者 / 사랑의 사자 - 팀K 명의
  - 始まりの雪 / 시작의 눈

### 극장 공연 유닛곡
연구생 〈시어터의 여신〉 공연
- ロマンスかくれんぼ / 로맨스 숨바꼭질 (전좌 걸)
- キャンディー / 캔디
- ロッカールームボーイ / 로커 룸 보이

팀B 5th Stage 〈시어터의 여신〉 공연
- ロマンスかくれんぼ / 로맨스 숨바꼭질 (전좌 걸)
- ロッカールームボーイ / 로커 룸 보이 ※
※키타하라 리에의 언더
- 初恋よ こんにちは / 첫사랑이여 안녕 ※
※와타나베 마유의 언더
- キャンディー / 캔디 ※
※마스다 유카의 언더

팀A 6th Stage 〈목격자〉 공연
- ミニスカートの妖精 / 미니스커트의 요정 (전좌 걸즈)
- ☆の向こう側 / ☆의 저편 ※
※이와사 미사키의 언더
- 炎上路線 / 불타오르는 노선 ※
※사시하라 리노의 언더

팀K 6th Stage 〈RESET〉 공연
- 檸檬の年頃 / 레몬 시절 (전좌 걸즈)
- 制服レジスタンス / 제복 레지스탕스 ※
※니토 모에노의 언더

팀4 1st Stage 〈나의 태양〉 공연
- アイドルなんて呼ばないで / 아이돌이라 부르지 마 ※
※카토 레나의 언더
- ヒグラシノコイ / 쓰르라미의 사랑 ※
※오오바 미나의 언더
- 向日葵 / 해바라기 ※
※이리야마 안나의 언더

오오시마 팀K 웨이팅 공연
- 嵐の夜には / 폭풍우치는 밤에는
- Glory days ※
※오오시마 유코의 언더
- 初めてのジェリービーンズ / 첫 젤리 빈즈
- ヒグラシノコイ / 쓰르라미의 사랑 ※
※후루하타 나오의 언더
- キャンディー / 캔디 ※
※나가오 마리야의 언더

팀K 웨이팅 공연 II 〈최종 벨이 울린다〉 공연
- ごめんね ジュエル / 미안해 주얼

팀A 7th Stage 〈연애 금지 조례〉 공연
- 恋愛禁止条例 / 연애 금지 조례 ※
※카와에이 리나 휴연 시는 카와에이 포지션으로 출연 (이치카와 마나미가 무토의 유닛 언더)
- ツンデレ! / 츤데레! ※
※타카하시 미나미의 언더

팀K 8th Stage 〈최종 벨이 울린다〉 공연
- リターンマッチ / 리턴 매치

## 출연

### 드라마
- So long ! 제2화 (2013년 2월 12일, 닛폰 TV)
- 마지스카 학원 4 최종화 (2015년 3월 30일, 닛폰 TV)
- 마지스카 학원 5 (2015년 8월 24일, 닛폰 TV)

### 영화
- 마이코는 레이디 (2014년 9월 13일, 토호) - 후쿠하 역

### 음악 프로그램
- 화요곡! (2012년 6월 5일·2013년 8월 27일·9월 3일, TBS)

### 버라이어티 프로그램
- AKB48 콩트 〈미묘~〉 (2011년 10월 6일, 히카리 TV)
- 아리요시 AKB 공화국 (2011년 10월 20일 ~ 부정기 출연, TBS)
- AKBINGO! (2013년 3월 27일 ~ 부정기 출연, 닛폰 TV)
- 미묘~한 문 AKB48의 가치챠레 (2013년 2월 22일, 히카리 TV)
- 이제 곧 AKBINGO! (2013년 4월 3일, 닛폰 TV)
- AKB48의 너, 누구? (2013년 1월 18일 ~ 부정기 출연, NOTTV)
- AKB 아기토끼 도장 (2013년 3월 22일 ~ 2014년 1월 17일 부정기 출연, TV 도쿄)
- AKB 영상 센터 (2013년 8월 18일, 후지 TV)
- AKB48 SHOW! (2013년 10월 5일 ~ 부정기 출연, BS 프리미엄)
- AKB48 콩트 〈뭘 그렇게 까지…〉 (2013년 12월 20일 ~ 2014년 3월 7일 부정기 출연, 히카리 TV)
- AKB48 네모우스 TV (패밀리 극장)
  - Season14 (2014년 3월 16일)
  - Season15 (2014년 7월 6일)
  - Season16 (2014년 8월 24일·31일·9월 14일·10월 5일)
  - Season17 (2014년 11월 16일·2015년 1월 4일)
  - Season17 번외편 (2015년 2월 1일·8일)
  - Season18 (2015년 3월 1일·4월 12일·26일·5월 24일)
  - Season20 (2016년 1월 3일)
  - Season21 (2016년 2월 21일
    - Season24 (2017년 2월 12일)
    - Season24 (2017년 3월 5일/ 3월 12일 )
    - Season24 (2017년 4월 16일)
    - Season25 (2017년 6월 25일)
    - Season25 (2017년 7월 2일/ 7월 16일 / 7월 23일 / 7월 30일)
    - Season25 (2017년 8월 6일)
    - Season27 (2018년 4월 8일)
- ※AKB 조사 (2015년 2월 5일·19일, 후지 TV)
- PRODUCE 48 (2018년 6월 15일 ~ 2018년 8월 31일, Mnet)

### 라디오
- AKB48의 올 나이트 닛폰 (2013년 5월 31일 ~ 부정기 출연, 닛폰 방송)
- ON8 〈주 NIGHT! with AKB48〉 (2012년 9월 17일 ~ 부정기 출연, bayfm)
- AKB48 라디오 드라마 극장 (2013년 3월 5일 ~ 부정기 출연, 닛폰 방송)
- 리슨? ~Live 4 Life~ (2013년 6월 19일 ~ 부정기 출연, 분카 방송) - 수요 퍼스낼리티
- AKB48 오늘밤은 돌아가지 않아… (2013년 9월 30일 ~ 2015년 9월 28일, CBC 라디오) - 7대째 MC

### CM
- 하우스 식품
  - 2013 캠페인 〈스페셜 나이트 고지〉편 (2013년 7월 5일 ~ 8월) - 오오시마 유코·시노다 마리코·시마자키 하루카·와타나베 마유·카시와기 유키·코지마 하루나와 공동 출연
  - 여름 야채×카레 〈지산지소〉편 (2013년 7월 26일 ~ 9월) - 오오시마 유코·시노다 마리코·시마자키 하루카·와타나베 마유·카시와기 유키·코지마 하루나와 공동 출연
- 레이크
  - 〈모두 무언가의 파리피포〉 편 (2015년 10월 ~ )
  - 〈뭐든지 셰어〉 편 (2016년 1월 ~ )
- 글락소스미스클라인 컨슈머 헬스케어 재팬 브리드라이트 ※WEB 한정 무비
  - 〈무토 토무, 세탁 가위의 괴담?!〉 편 〈무토 토무, 수염 의혹?!〉 편 (2015년 10월 ~ 2016년 3월)

### 광고
- 센덴카이기 카피라이터 양성 강좌 포스터 (2015년)

### 이벤트
- 무토 토무 오리지널 카레 피로연 이벤트 (2013년 8월 11일, AKB48 오다이바 린카이 학교 내 카레부 부실 앞)
- 동스포!! WINTER SPORTS FESTA2015 토크 이벤트 (2015년 11월 3일, 마쿠하리 멧세)

## 서적

### 캘린더
- 탁상 무토 토무 2014년 캘린더 (2013년 12월 6일, 하고로모)